# 高志荣
高志荣（1914年—1984年），中国人民解放军将领、中国人民解放军开国少将。
曾任海军东海舰队副司令员兼上海基地政委。1955年，授予中国人民解放军少将。